# 華国鋒
華 国鋒（か こくほう、簡体字: 华 国锋、繁体字: 華 國鋒、英語：Hua Guofeng（ホワ・クオフォン）、1921年〈民国10年〉2月16日 - 2008年8月20日）は、中華人民共和国の政治家。毛沢東死後の最高指導者で、中国共産党中央委員会主席、中央軍事委員会主席、国務院総理（首相）などを歴任した。本名は蘇 鋳。

## 経歴

### 初期の政治活動
1921年2月16日に山西省冀寧道交城県（現：呂梁市交城県）で誕生した。私生児。母親は華玉といい、交城県に住む富豪の娘だった。ただ、大の男好きであり、それが原因で富豪の父から家を追い出されるに至った。
日中戦争が始まると抗日活動に身を投じ、1938年に交城県犠牲同盟抗日遊撃隊に参加。この時彼が所属した「中華抗日救国先鋒隊」に因んで、本名の蘇鋳から華国鋒へ改名している。同年に中国共産党に入党した。1940年に故郷で抗日救国連合会の主任を務め、後に共産党の同県書記となった。
1949年の中華人民共和国成立後は、毛沢東の故郷である湖南省湘潭県などで党委員会書記を務め、農業問題の論文が毛沢東に気に入られ、その忠実な部下として昇進した。この論文は、大躍進政策の躓きにより廬山会議で一時追い込まれた毛沢東を擁護するためのものだったともされ、実は華国鋒がいた湖南省においてトップの声がかりで資源を集中し成功した地区をモデルケースとして取上げたものであったため、この論文の主張はとても一般化出来るようなものではなかったという話も伝わる。

### 党主席兼首相就任
1969年4月の第9回党大会では中央委員となった華国鋒は、1970年11月には湖南省委員会第一書記に選出され、併せて省軍区第一政治委員、省軍区党委員会第一書記に任ぜられた。
1971年には中央に引き上げられ、党政治局会議に参加した。1973年8月30日の第10期党中央委員会第1回全体会議（第10期1中全会）で中央政治局委員に昇格。同年、公安部長（大臣）に就任した。
毛沢東に信頼され、1975年には国務院副総理（副首相）に昇進。1976年1月8日に周恩来総理が死去すると、毛沢東の意向により国務院総理代行とする決定がなされ、2月2日に党中央の「1号文件」として通知された。
4月7日、毛沢東の指示に基づいた党政治局会議の決議により、華国鋒は後継の国務院総理兼党中央委員会第一副主席に任命され、毛に次ぐ序列第2位の地位に抜擢された。
1976年4月30日、毛沢東から「あなたがやれば、私は安心だ（你办事，我放心）」という遺言にあたる自筆メモを入手したとされている。
同年9月9日、毛沢東が党主席在任のまま死去。10月6日、文化大革命の主導者であった江青や張春橋らの四人組を逮捕。これにより、毛沢東の死後に激化していた党内対立を一気に解決し、文化大革命を事実上終結させた。翌10月7日、中央政治局決議により党中央委員会主席および党中央軍事委員会主席に就任し、これは1977年7月21日の第10期党中央委員会第3回全体会議で追認された。同年8月の第11回党大会において、1966年以来11年にわたった文化大革命の終結を宣言した。
権力基盤の脆弱な華国鋒は、常に毛沢東の威光を借りようとした。1976年11月には毛主席紀念堂を着工して、翌年9月の死去1周年に完成させており、建物の正面に「毛主席紀念堂」の金文字の揮毫を自ら行っている。1977年10月には「二つのすべて（两个凡是）」の方針を示し、文化大革命には是々非々の立場を表明したが、かつて実権派として失脚・迫害された鄧小平らからの強い批判を浴びた。

### 失脚
1978年12月に行われた第11期3中全会で、中国共産党のトップとしての実権を鄧小平に奪われ、1980年9月に首相を、そして翌1981年には党主席を辞任した。当初序列6位の副主席に降格していたが、1982年に党主席ポストが廃止された際にそれも退任した。四人組ほど急進的でなかったものの、「文革色」の残る政治家であった華国鋒は、鄧小平らと権力闘争を展開し、最終的に追い落とされて失脚させられたといわれる。
その後も、2002年11月に引退するまで中国共産党中央委員を務めた（結果的には鄧小平ら八大元老よりも遅くまで中央委員を務めることとなった）。外国メディアとの接触は断ち、中国国内でその動静を伝えられることは極めて稀であったが、ある程度の政治的活動は認められていたと考えられている。これは、鄧小平らとの権力闘争に敗れることを予測してからは泥沼の争いをせずに身を引いたことが中国の混乱を防止したとして、鄧らから一定の評価を受けたためとされる。

### 引退後
2004年2月、中国共産党に離党届を提出したと一部メディアが報道したが、2007年10月、「中共元老」として第17回党大会に招待され参加していることから、実権を失ってからも一定の待遇を受けていたと考えられる。
「鉄腕アトム」が好き。
2008年8月20日午後0時50分ごろ（中国標準時）、病気のために北京市内の病院で没した。87歳没。

## 指導者としての評価

### 内政
党主席や政府首相に就任した時は文化大革命の末期で、混乱した中国社会の再建が急務であった。最初の行動が四人組の逮捕であり、その後も共産党の指導性を維持しつつ、社会の安定を取り戻そうとする試みを続けた。
ただし、彼自身が文化大革命の時期に台頭し、毛沢東思想の信奉者であったため、四人組に連なる党内左派の排除は緩やかであり、その一方では鄧小平ら右派の台頭も抑え込めなかったため、党内では不安定な立場のままだった。その曖昧さは経済運営にも反映され、人民公社の解体は慎重に進められた。この時期は、中国が鄧小平の指導で改革開放政策による急速な経済発展へと進む、前段階であったとも言える。

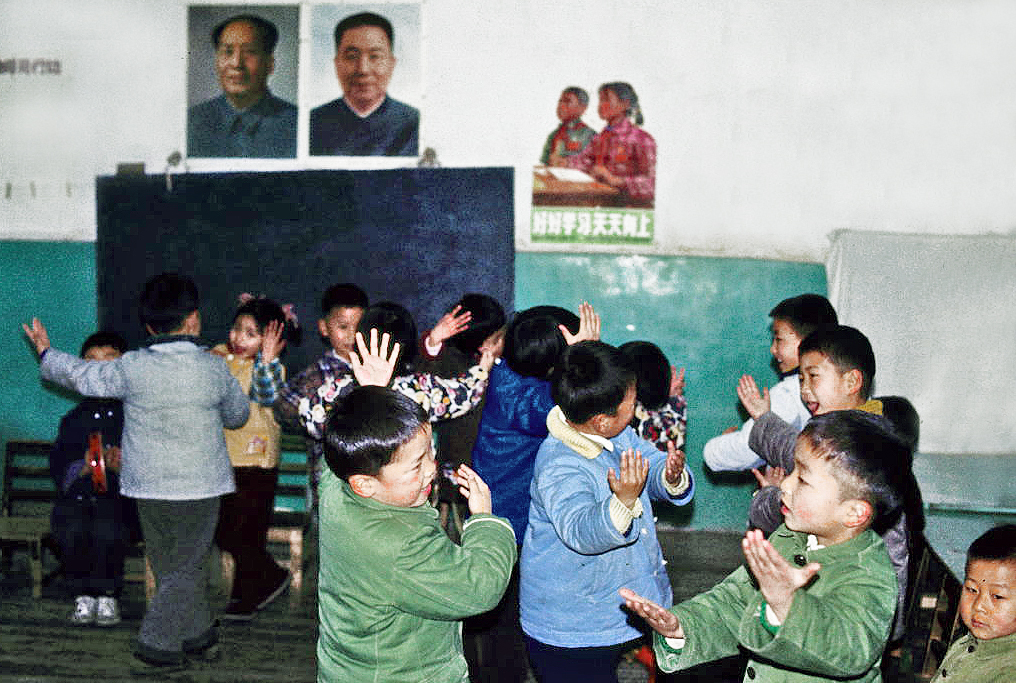
毛沢東の肖像画と並ぶ華国鋒の肖像画（1978年）

党主席に就任した後は、毛沢東の肖像画の隣に自らの肖像画を飾った。また、個人崇拝の絵が存在している（「華国鋒の個人崇拝」を参照）。
一方、彼が行った四人組の逮捕と文化大革命の終結がなければ、後の改革開放は数年は遅れていたものと考えられている。また金銭的には清廉で、権力を利用して利益を自らに誘導することはなかったとされている。そのため、後に官僚の腐敗が横行する中で、一部で根強い人気を維持した。

### 外交
毛沢東・周恩来時代の外交路線を踏襲し、西側諸国への接近とソビエト連邦との対決を進めたが、日本とアメリカ合衆国に対する外交は自ら訪米・訪日した鄧小平が主導権を握った。
1978年5月に最高指導者就任後の初外遊に北朝鮮を訪れ、同年8月には友好国のルーマニアとユーゴスラビアを訪問し、翌9月にソ連包囲網を構築する目標から政府専用機の燃料補給も兼ねて帰路でイランに寄るも皇帝のモハンマド・レザー・パフラヴィーを訪問した最後の外国首脳であった華国鋒は当時イラン国内各地で反政府デモを起こしていた民衆から反感を買うこととなり、1979年7月に華国鋒はパフラヴィー朝を打倒してイラン・イスラム革命で新たにイランの最高指導者となったルーホッラー・ホメイニーにこれを謝罪する書簡をおくり、1980年にホメイニーの弟子であるアリー・ハーメネイーが訪中するまで中国とイランの関係は冷却化した。
1979年10月にはフランス、西ドイツ、イギリス、翌11月にはイタリアを訪問し、中国の最高指導者では史上初の西ヨーロッパ訪問だった。
1980年5月には日本を公式訪問して大平正芳首相と会談して昭和天皇に謁見した。東京での公式行事のあと、京都市嵐山の亀山公園に前年に建立されたばかりの周恩来の詩碑を訪問している。なお、同年7月にも大平首相の葬儀参列のため、再び訪日している。
1979年2月には鄧小平とともに中国に友好的なカンボジアのポル・ポト政権を打倒したベトナムに対する「懲罰」と称してベトナムに侵攻することを決定した（中越戦争）。軍事的にはさしたる成果もなく中国人民解放軍の撤退で終わったものの、外交的にはベトナムを警戒する東南アジア諸国連合（ASEAN）諸国との接近のきっかけとなり、鄧小平が自らの権力闘争に戦争を利用したという見方もあった。

## 四人組逮捕と華国鋒
これまで四人組の逮捕については、葉剣英中央軍事委員会副主席が中心となって画策し、逡巡する華国鋒に決断を迫ったという見方があった（『毛沢東秘録』産経新聞社）。しかし最近、自らが毛沢東死去の翌日に四人組逮捕を決断し、葉剣英ら党の長老に根回しをしたと華国鋒本人が証言したことが明らかになった。ただし、四人組逮捕について積極的な評価が定まってからの発言であることにも留意しなくてはならない。